# Rey Geunchogo de Baekje
El rey Geunchogo de Baekje (en Hangul: 근초고왕, 324-375, r. 346-375) fue un rey coreano del reino de Baekje, uno de los Tres Reinos de Corea. Su reinado fue la cúspide del reino de Baekje.

## Refuerzo del poder real
Geunchogo era el segundo hijo del undécimo rey Biryu y se hizo al rey después del deceso del rey Gye. Antes de Geunchogo, había dos líneas de herederos al trono en Baekje: las dos familias solían sucederse por turnos. Bajo su reino, la línea del rey Chogo (5º rey) empezó a monopolizar a los herederos al trono, en vez de los herederos del octavo rey Goi. (Su nombre ‘‘‘Geunchogo’’’ refleja este atributo)
Para fortalecer su reino, Geunchogo debilitó los papeles de la aristocracia y estableció el sistema de gobierno regional, en el que los administradores eran nombrados por la corte. Bajo Geunchogo, Baekje trasladó la capital a Hanseong, actual Seúl. (En el distrito de  Songpa-gu se celebra el festival de Hanseong Baekje en la primavera.)

## Expansión territorial

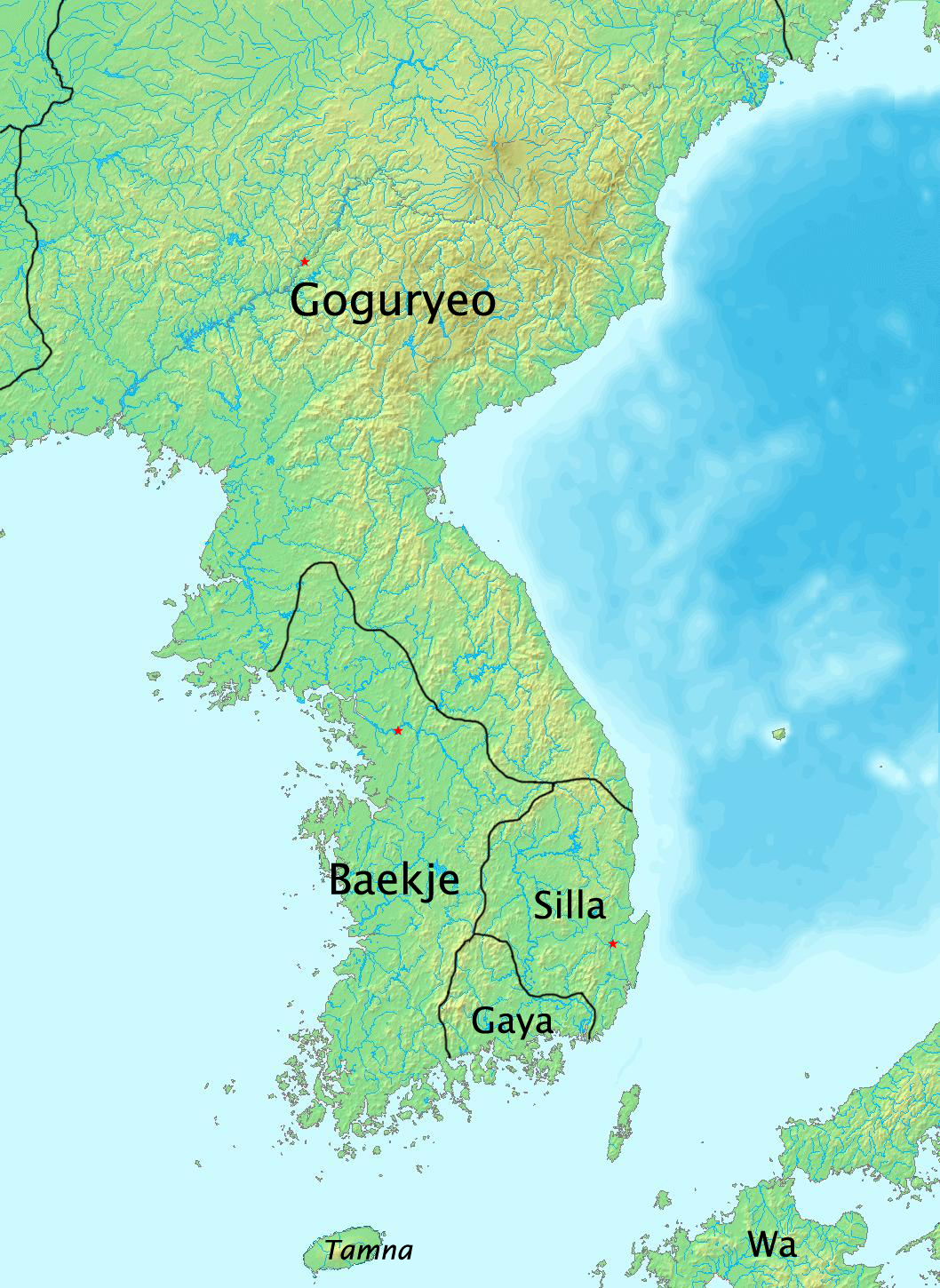
Baekje del rey Geunchogo

En su reinado Baekje desarrolló la expansión territorial más grande, diplomacia y relaciones internacional. Por eso, el rey se llama el conquistador de Baekje. Al principio, tuvo éxito de anexar el pueblo de Mahan, que vivía en la actual Jeolla-do en 369 A.D., mientras que la Confederación Gaya perdió el poder de su parte oeste (oeste del río Nakdong).
En 369 A.D., Goguryeo atacó al norte de Baekje y Geunchogo preparó un contraataque durante dos años. En 371 A.D., el príncipe Guengsu (su hijo) comandó la guerra que desencadenó el avance de Baekje hacia el norte, hasta la actual Pionyang. En esta batalla, Baekje asesinó el rey Gogugwon de Goguryeo.
Las guerras llevaban prosperidad a Baekje, que ganaba la mayoría avanzando sobre la Península de Corea desde Hwanghae, Gyeonggi, Gangwon y Jeolla y con gran influencia hasta Kyūshū, y Japón.

## Diplomacia
El conquistador apoyó la introducción de la diplomacia con la cultura china desde la Dinastía Jin (265-420). Por eso, el rey Geunchogo se registró por primera vez en los libros chinos como el rey de Baekje. Los textos de Corea y China, ambos describen que la diplomacia entre Baekje y Jin se logró en 372 A.D., cuando la corte de Jin también envió embajadores a Baekje ese mismo año. En Kojiki, el libro histórico más antiguo que se conserva sobre la Historia de Japón se refiere al rey Jogo(照古王)
El rey Geunchogo estableció la diplomacia con la Wa (Yamato) por enviar la espada Chiljido (칠지도, espada de siete puntas). Según Nihonshoki, Geunchogo decidió enviar a Ajikgi y Wani al rey de la Wa. En esta etapa, la cultura de escritura china probablemente se imitaba a la de Wa(actual Japón) Luego Wani instruye el heredero del emperador, Ujinowakiiratume sobre los clásicos del Confucianismo.